# Konrad Rakowski
Konrad Rakowski (ur. 1875 w Strzemesznie, zm. 1 sierpnia 1916 w Krakowie) – polski dziennikarz, krytyk teatralny i literacki, publicysta.

## Życiorys
Urodził się w Strzemesznie w Królestwie Polskim. Był synem właścicieli tamtejszego majątku. Kształcił się w zakładzie w Chyrowie. Odbywał studia historyczno-literackie na Wydziale Filozoficznym Uniwersytetu Jagiellońskiego. Zaangażował się w ruch Młodej Polski. Był w gronie skupionym wokół Stanisława Przybyszewskiego. Początkowo działał w tygodniku „Życie”. Następnie wstąpił do redakcji dziennika „Głos Narodu”, pracując w dziale krytyki literackiej. Potem był wieloletnim współpracownikiem dziennika „Czas”, prowadząc dział sprawozdań teatralnych. Odznaczał się znawstwem sceny oraz wysokim poziomem wypowiedzi. Był też dramaturgiem Teatru Miejskiego w Krakowie oraz prelegentem w tamtejszej Czytelni. Z języka rosyjskiego na polski przełożył dzieła Dmitrija Mereżkowskiego i nowele Lwa Tołstoja. Tłumaczył też zagraniczne utwory sceniczne, które wystawiano na scenach krakowskich. Przez wiele lat związany z Krakowem. Znany krytyk teatralny i literacki. Należał do Towarzystwa Dziennikarzy Polskich, był współzałożycielem Syndykatu Dziennikarzy Krakowskich. Udzielał się jako kierownik literacki teatru ludowego utworzonego przy SDK. Wybuch I wojny światowej pogłębiał u niego rozstrój nerwowy. Zmarł 1 sierpnia 1916 w Krakowie w wieku 41 lat po dłuższej chorobie.